# Schorer (geslacht)

Het wapen van Schorer

Schorer (ook: Radermacher Schorer) is een oorspronkelijk uit Aken afkomstig geslacht waarvan leden sinds 1814 tot de Nederlandse adel behoren.

## Geschiedenis

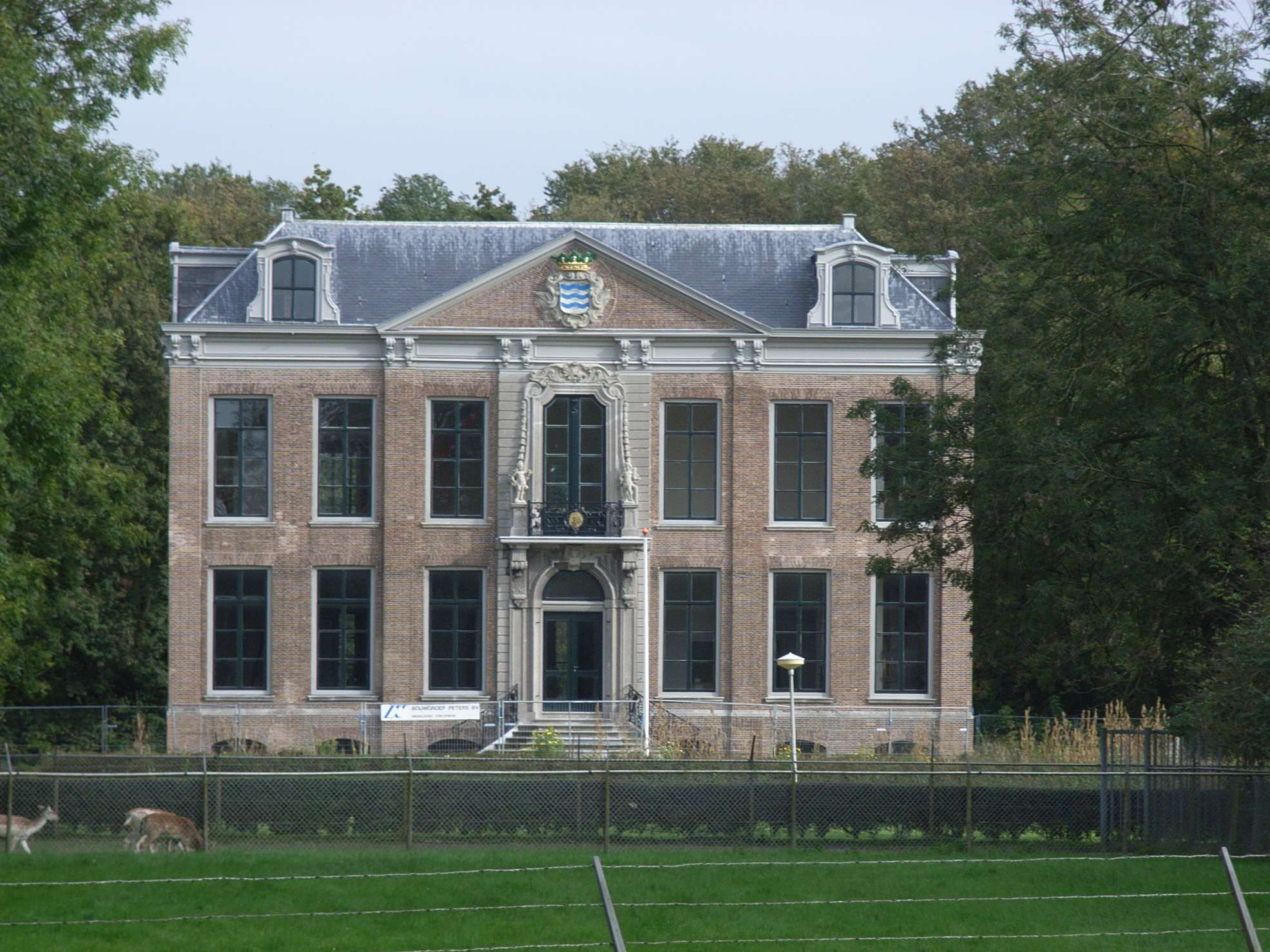
Huis der Boede

De stamreeks begint met de omstreeks 1540 in Aken geboren koopman Gerhard Schoerer die ook burgemeester in die stad was en voor 1601 overleed. Zijn zoon Lukas Schorer (1582-1651) week uit naar Middelburg waar hij ook overleed. Nageslacht van hem werd bestuurder in de provincie Zeeland.
Bij Souverein Besluit van 28 augustus 1814 werd mr. Jacob Hendrik Schorer (1760-1822) erkend als edele van Zeeland. Tussen 1819 en 1893 werden nog verschillende leden van het geslacht verheven in de Nederlandse adel.

## Enkele telgen
Johannes Schorer (1620-1697), raad, schepen en burgemeester van Middelburg
- Mr. Johannes Schorer (1650-1705), secretaris en pensionaris van Middelburg
  - Mr. Johan Assuërus Schorer (1690-1752), raad, schepen en thesuarier van Middelburg, ontvanger-generaal van Zeeland
    - Mr. Johan Schorer (1719-1771), ontvanger-generaal van Zeeland
      - Mr. Joachim Assuërus Schorer (1748-1823), griffier en secretaris van de admiraliteit in Zeeland, lid van Provinciale Staten van Zeeland; trouwde in 1791 met Maria Elisabeth Radermacher, vrouwe van Nieuwerkerke (1762-1818)
        - Ds. Johan Radermacher Schorer, heer van Nieuwerkerke (1792-1840), predikant
          - Kornelis Pieter Radermacher Schorer, heer van Nieuwerkerke (1820-1866), gemeenteontvanger
            - Jhr. Johannes Cornelis Marinus Radermacher Schorer, heer van Nieuwerkerke (1843-1888)

          - Jhr. Jacobus Marinus Radermacher Schorer, heer van Nieuwerkerke (1825-1905), landeconoom
            - Jhr. mr. Franciscus Hubertus Radermacher Schorer, heer van Nieuwerkerke (1849-1926), hoogheemraad en dijkgraaf
              - Jhr. Daniël Radermacher Schorer, heer van Nieuwerkerke (1891-1969); trouwde in 1920 Elisabeth Anna Clotterbooke Patijn (1895-1989), dochter van mr. Johan Jacob Clotterbooke Patijn, heer van Kloetinge (1859-1922), burgemeester van Zeist en lid van de familie Patijn
                - Jkvr. Françoise Radermacher Schorer, vrouwe van Nieuwerkerke (1934)

              - Jhr. Herman Radermacher Schorer (1895-1979), dijkgraaf Groot Waterschap Bijleveld en de Meerndijk; trouwde in 1923 met de zus van zijn schoonzus, Irmgard Marguérite Clotterbooke Patijn, vrouwe van Kloetinge (1896-1984), lid van de familie Patijn
                - Jkvr. Jeanne Jacqueline Radermacher Schorer, vrouwe van Kloetinge (1932-2018); trouwde in 1955 met Jan Godfried Carel van Dijk van 't Velde (1920-2000), majoor, oud-intendant koninklijk paleis en particulier domein te Soestdijk, oud-intendant koninklijk paleis te Amsterdam, oud-thesaurier van prins Bernhard, kamerheer honorair van de koningin

            - Jhr. mr. Christiaan Matthias Reinier Radermacher Schorer (1852-1920), secretaris-penningmeester waterschap Heycop
              - Jhr. dr. Matthieu René Radermacher Schorer (1888-1956), bibliofiel en grondlegger van het Museum van het Boek

            - Cornelis Johannes Radermacher Schorer (1858-1935)
              - Wilhelmine Jeanne Marie Elisabeth Radermacher Schorer (1895-1965), trouwde in 1921 met jhr. Duco Wilhelm Sickinghe (1888-1983), luitenant-kolonel der artillerie en ordonnansofficier van koningin Wilhelmina der Nederlanden

        - Mr. Pieter Nicolaas Schorer (1794-1869), gemeente-ontvanger te Middelburg
          - Jhr. mr. Eduard Pieter Schorer (1837-1909), rechter en vicepresident arrondissementsrechtbank te Middelburg
            - Jhr. mr. Jacob Anton Schorer (1866-1957), advocaat en homo-emancipator
            - Jhr. Anton Marius Carel Schorer (1870-1919), adjunct-inspecteur spoorwegen; trouwde in 1902 met Mary Cathérine Eléonore barones van Lawick (1880-1964), lid van de familie Van Lawick en kleindochter van Maria Catharina Eleonora Riesz (1832-1908), de laatste een dochter van generaal Carel Jan Riesz en tante van en goed bevriend met schrijver Louis Couperus (1863-1923)
- Mr. Willem Schorer (1652-1702), postmeester-generaal van zeeland
  - Mr. Johan Guilielmus Schorer (1688-1747), schepen, raad, thesaurier en burgemeester van Middelburg
    - Mr. Willem Schorer (1717-1800), jurist
    - Mr. Johan Guilielmus Schorer, heer van Sint Philipsland (1733-1783), schepen, raad en thesaurier van Middelburg
      - mr. Johan Willem Schorer (1759-1812), hervormer en president van de Polder Walcheren
      - Jhr. mr. Jacob Hendrik Schorer (1760-1822), in 1814 erkend als edele van Zeeland (vanaf 1816 de Ridderschap van Zeeland), pensionaris en burgemeester van Middelburg, gouverneur van Zeeland
        - Jkvr. Adriana Wilhelmina Magdalena Schorer (1787-1829); trouwde in 1810 met mr. Hendrik Jacob baron van Doorn, heer van Westcapelle (1786-1853), gouverneur van Zeeland, minister
        - Jkvr. Susanna Maria Schorer (1796-1846); trouwde in 1817 met haar neef mr. Johan Guilielmus Hinlopen (1793-1856), lid provinciale Staten van Zeeland en van de Tweede Kamer
        - Jkvr. Henriëtta Carolina Schorer, vrouwe van Ter Boede (1799-1849); trouwde in 1821 mr. Johan Frederic Lantsheer (1791-1838), lid raad, wethouder en burgemeester van Middelburg, lid van Provinciale Staten van Zeeland
        - Jhr. mr. Jan Cornelis Schorer, heer van de beide Souburgen (1801-1856), lid Provinciale Staten en Ridderschap van Zeeland
          - Jhr. Jacob Hendrik Schorer (1839-1931), civiel ingenieur en journalist
            - Jhr. mr. Karel Johan Schorer (1870-1942), lid gemeenteraad van Utrecht, lid provinciale en gedeputeerde staten van Utrecht
              - Jhr. mr. Tjalling Aedo Johan Willem Schorer, heer van Westkapelle, Welzinge en Nieuwerve (1909-1988), lid gemeenteraad en wethouder van Middelburg, lid Provinciale Staten van Zeeland, lid van de Eerste Kamer
                - Jhr. mr. Karel Frederik Hugo Schorer, heer van Westkapelle, Welzinge en Nieuwerve (1946), burgemeester van Renswoude

              - Jkvr. Henriette Madelaine Reinoudina Schorer (1918-2004); trouwde in 1946 met jhr. Jan Jacob Gerard Beelaerts van Blokland (1909-2005), brigade-generaal titulair en lid van de familie Beelaerts

          - Jhr. Johan Marinus Schorer, heer van de beide Souburgen (1843-1923)
            - Jhr. Louis Schorer, heer van de beide Souburgen (1871-1944), bankier
              - Jkvr. Cornelie Marie Pauline Schorer, vrouwe van de beide Souburgen (1913-1983); trouwde in 1946 met jhr. mr. Cornelis Christiaan van Lidth de Jeude, heer van de beide Souburgen (1909-2003), chef-staf inspecteur-generaal Koninklijke Landmacht
              - Jkvr. Margaretha Schorer (1916-1965); trouwde in 1946 met jhr. mr. Gerard Beelaerts van Blokland, heer van Blokland (1908-1997), diplomaat en lid van de familie Beelaerts

            - Jkvr. Maria Vincentia Schorer (1873-1967); trouwde in 1920 met jhr. mr. Rhijnvis Feith (1868-1953), president van de Hoge Raad der Nederlanden
            - Jhr. Johan Guilielmus Schorer (1875-1953), burgemeester van Heerde

          - Jhr. mr. Leonhard Schorer (1848-1907), burgemeester van Middelburg
            - Jkvr. Mary Vincentia Schorer (1877-1914); trouwde in 1902 met prof. dr. Johan Huizinga (1872-1945), historicus

        - Jkvr. Dana Magdalena Schorer (1802-1861); trouwde in 1824 jhr. mr. Marinus Cornelis Paspoort, heer van Grijpskerke en Poppendamme (1797-1874), lid raad en wethouder van Middelburg, lid Eerste Kamer en Tweede Kamer
        - Jkvr. Jacoba Elisabeth Schorer (1810-1869); trouwde in 1844 dr. Aarnout Marinus Snouck Hurgronje (1810-1864), predikant, lid van de familie Snouck Hurgronje

      - Jhr. mr. David Isaäk Schorer (1764-1828), burgemeester van Middelburg, lid provinciale en gedeputeerde staten van Zeeland
        - Jkvr. Petronella Johanna Schorer (1791-1862); trouwde in 1817 met mr. Johan Adriaan baron van der Heim, heer van Duivendijke (1791-1870), minister van Financiën en Binnenlandse Zaken
        - Jhr. Johan Hendrik Schorer (1792-1841), lid raad van Middelburg, lid Provinciale Staten van Zeeland
          - Jhr. mr. Jacob Guilielmus Schorer, heer van Sint Philipsland (1795-1860), rechter, lid raad van Middelburg
            - Jkvr. Clementina Elisabeth Cecilia Schorer, vrouwe van Sint Philipsland (1826-1898)
            - Jkvr. Christina Johanna Schorer (1831-1860); trouwde in 1859 met Jan Jacob Iman Sprenger, heer van Buttinge en Zandvoort (1817-1890), burgemeester
            - Jhr. mr. Johan Willem Meinard Schorer (1834-1903), burgemeester, Commissaris van de Koning(in), vicepresident van de Raad van State
              - Jhr. mr. Jacob Willem Schorer (1866-1936), burgemeester van Sassenheim

            - Jhr. mr. George Lodewijk Schorer (1836-1879), president arrondissementsrechtbank te Haarlem
              - Jkvr. Cornelia Levina Maria Schorer (1873-1948); trouwde in 1899 met Dirk Rudolph Wijckerheld Bisdom (1873-1937), burgemeester
              - Jhr. George Lodewijk Schorer (1876-1955), vice-admiraal